# AppleWorks
Chronologie des versions
ClarisWorks (d) IWork
AppleWorks était une suite bureautique produite par Apple pour les ordinateurs fonctionnant sous Mac OS ou Windows. AppleWorks comportait un traitement de texte, un module de présentation, un tableur, un module de dessin bitmap, un module de dessin vectoriel, ainsi qu'une base de données.
À l'origine d'AppleWorks se trouve ClarisWorks, intégré bureautique en vogue dans les années 1990, produit par la société Claris, filiale d'Apple. Cette suite a été rebaptisée AppleWorks en 1999, en même temps que Claris est renommée FileMaker, Inc, du nom de son produit professionnel vedette. En 2005, il semble qu'AppleWorks soit désormais voué à disparaître comme le suggère la mise sur le marché début 2005 d'iWork, la nouvelle suite bureautique d'Apple, incluant une interface graphique et des fonctionnalités plus modernes, mais ne comprenant pas encore toutes les applications d'AppleWorks, telle que le dessin bitmap ou vectoriel et les bases de données. Il peut être contrôlé à l'aide de scripts AppleScript.
Les dernières versions d'AppleWorks étaient conçues pour fonctionner sur les systèmes d'exploitation Mac OS 8.1 à Mac OS X en passant par Windows 2000. Respectivement, il s'agit des versions 6.2.8, 6.2.9 et 6.2.2. Ce logiciel était gratuitement fourni avec les ordinateurs de la gamme grand public d'Apple (iMac, iBook, eMac), ce qui n'est plus le cas depuis le passage aux processeurs Intel. La dernière version en date est la version 6.2.9 sortie au milieu de l'année 2004 et il n'y aura  plus de mise à jour, ni de portage en version Universal Binary. Toutefois, il est toujours possible d'utiliser AppleWorks sur les Mac Intel, grâce à la passerelle Rosetta. De ce fait, le dernier système à pouvoir faire fonctionner AppleWorks est Snow Leopard (Mac Os X 10.6). AppleWorks n'est désormais plus utilisable sur les nouvelles versions du système Mac OS X (Lion 10.7, Mountain Lion 10.8, etc.). Toutefois, il demeure possible de l'utiliser dans ces nouveaux systèmes grâce à un émulateur de Mac OS 9, tel que SheepShaver.
AppleWorks est compatible avec Microsoft Word 97 à 2002 pour Windows et 98 à 2001 pour Mac, Microsoft Excel 97 à 2002 pour Windows et 98 à 2001 pour Mac, EPS, PICT, JPEG, BMP, TIFF, GIF, FlashPix, MacPaint, Photoshop, PICS, PNG, KODAK Photo CD. Les formats sonores suivants sont pris en charge : AIFF, AU, Audio CD, WAV, Law, MIDI, MPEG-1 et MP3. Les formats vidéo suivants sont pris en charge : AVI, DV, Macromedia Flash et QuickTime Movie.
Cette suite est désormais complètement abandonnée par Apple à la suite de l'ajout du tableur Numbers dans la suite iWork.
Il est désormais totalement impossible de se procurer AppleWorks, du moins officiellement chez Apple, sauf pour les marchés de l'éducation aux États-Unis où AppleWorks reste disponible sur l'Apple Store.